# ASR Nereus

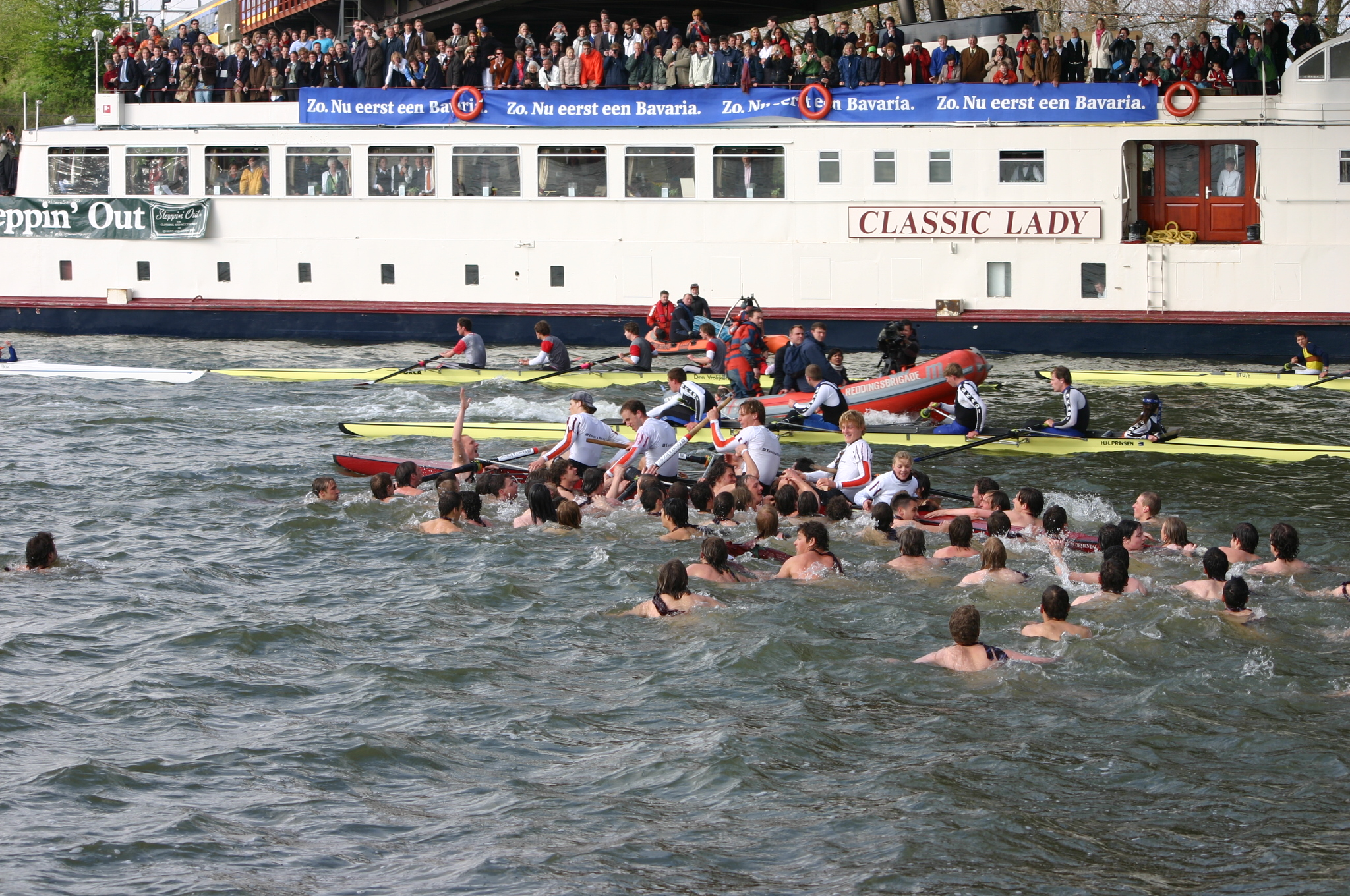
ASR Nereus wint de 122ste Varsity te Houten

De Amsterdamsche Studenten Roeivereniging Nereus is een Nederlandse studentenroeivereniging.

## Geschiedenis
ASR Nereus werd in 1885 opgericht als subvereniging van het Amsterdamsch Studenten Corps. De roeivereniging was alleen toegankelijk voor mannelijke studenten en timmerde al direct hard aan de weg. De eerste overwinning, ofwel "blik" (medaille), werd in 1888 binnengehaald, de eerste grote successen waren de vier Varsity-overwinningen van 1891 tot 1894.
In de loop der jaren veranderde Nereus: de vereniging werd opengesteld voor niet-corpsleden en na de fusie met Thetis in de jaren zeventig werd ook het vrouwen-roeien een onderdeel van Nereus. Twee Nereus-vrouwen werden in 2003 wereldkampioen en wonnen bij de Olympische Spelen van 2008 in Peking goud, drie Nereus-vrouwen wonnen daar zilver.
Altijd is er veel aandacht geweest voor het toproeien. Dat blijkt onder meer uit de in totaal 49 Varsity-overwinningen. Internationaal blies Nereus ook altijd sterk mee, gezien de overwinningen op Henley in 1895, 1969, 2004, 2015 en 2021. Ook werden er onder andere op wereldkampioenschappen en Olympische Spelen vele overwinningen behaald door roeiers van Nereus.
De afvaardiging van Nereus naar de Olympische Spelen in Peking 2008 was elf mensen sterk en op het WK in 2014 deden er zelfs zestien Nereïden mee. Er hebben maar liefst dertien roeiers van Nereus meegedaan aan de Spelen in Parijs in 2024 en zijn er vier gouden en vijf zilveren medailles mee teruggenomen naar Amsterdam. Diezelfde zomer is Tone Wieten, die sinds 2013 lid is van Nereus, uitgeroepen tot meest succesvolle Nederlandse Olympische roeier ooit na het onder andere behalen van het Olympische brons in Rio (2016), goud in Tokio (2020), en wederom goud in Parijs (2024).

## Lijst van roeiers met podiumplek op de Olympische Spelen
| Spelen               | Deelnemers                                                                                       | Resultaat   |
| -------------------- | ------------------------------------------------------------------------------------------------ | ----------- |
| Parijs, 1900         | Herman Brockmann (stuurman)                                                                      | Twee met    |
| Parijs, 1900         | Herman Brockmann (stuurman)                                                                      | Vier met    |
| Parijs, 1900         | Herman Brockmann (stuurman)                                                                      | Acht        |
| Tokio, 1964          | Steven Blaisse, Ernst Veenemans                                                                  | Twee zonder |
| Mexico-Stad, 1968    | Jan Wienese                                                                                      | Skiff       |
| München, 1972        | Roel Luijenburg, Ruud Stokvis                                                                    | Twee zonder |
| Los-Angeles, 1984    | Lynda Cornet, Harriet van Ettekhoven                                                             | Acht        |
| Atlanta, 1996        | Diederik Simon, Michiel Bartman                                                                  | Acht        |
| Sydney, 2000         | Martijntje Quik (stuurvrouw)                                                                     | Acht        |
| Sydney, 2000         | Diederik Simon, Michiel Bartman                                                                  | Dubbelvier  |
| Athene, 2004         | Diederik Simon, Gerritjan Eggenkamp, Gijs Vermeulen, Michiel Bartman, Chun Wei Cheung (stuurman) | Acht        |
| Athene, 2004         | Sarah Siegelaar                                                                                  | Acht        |
| Athene, 2004         | Marit van Eupen, Kirsten van der Kolk                                                            | Dubbelvier  |
| Peking, 2008         | Marit van Eupen, Kirsten van der Kolk                                                            | Dubbeltwee  |
| Peking, 2008         | Femke Dekker, Nienke Kingma, Sarah Siegelaar                                                     | Acht        |
| Rio de Janeiro, 2016 | Ilse Paulis                                                                                      | Dubbeltwee  |
| Rio de Janeiro, 2016 | Robert Lücken, Boaz Meylink, Dirk Uittenbogaard, Tone Wieten                                     | Acht        |
| Tokio, 2020          | Dirk Uittenbogaard, Tone Wieten, Abe Wiersma                                                     | Dubbelvier  |
| Tokio, 2020          | Karolien Florijn, Veronique Meester                                                              | Vier zonder |
| Tokio, 2020          | Ilse Paulis                                                                                      | Dubbeltwee  |
| Parijs, 2024         | Tone Wieten, Finn Florijn                                                                        | Dubbelvier  |
| Parijs, 2024         | Veronique Meester                                                                                | Twee zonder |
| Parijs, 2024         | Karolien Florijn                                                                                 | Skiff       |
| Parijs, 2024         | Bente Paulis                                                                                     | Dubbelvier  |
| Parijs, 2024         | Mick Makker, Gert-Jan van Doorn, Ruben Knab, Dieuwke Fetter (stuurvrouw)                         | Acht        |

## Bekende (oud-)leden van Nereus
| Dames                           | 1x | 2x | 2- | 2+ | 4- | 4+ | 4x+ | 4x | 8+ | Belangrijkste Prestatie(s)                      |
| Femke Dekker                    | X  | X  | X  |    | X  |    |     | X  | X  | 10e OS 2000 2-, 10e OS 2004 1x, & 2e OS 2008 8+ |
| Joke Dierdorp                   |    |    | X  |    |    |    |     |    | X  | 8e OS 1976 8+                                   |
| Harriet van Ettekoven           | X  |    | X  |    |    |    |     | X  | X  | 3e OS 1984 8+, 4e OS 1988 1x & 4e OS 1992 4x    |
| Marit van Eupen                 | X  | X  | X  | X  | X  |    |     |    | X  | 6e OS 2000 2x, 3e OS 2004 2x & 1e OS 2008 2x    |
| Nienke Kingma                   |    | X  | X  |    | X  |    |     |    | X  | 3e OS 2012 8x                                   |
| Kirsten van der Kolk            | X  | X  | X  |    |    |    |     |    |    | 6e OS 2000 2x, 3e OS 2004 2x & 1e OS 2008 2x    |
| Anita Meiland                   | X  | X  | X  |    |    |    |     | X  |    | 4e OS 1992 4x                                   |
| Liesbeth Pascal-de Graaff       |    |    |    |    |    | X  |     |    | X  | 8e OS 1976 8+                                   |
| Annette Schortinghuis-Poelenije |    |    |    |    |    |    |     |    | X  | 8e OS 1976 8+                                   |
| Loes Schutte                    |    |    |    |    |    | X  |     |    | X  | 8e OS 1976 8+                                   |
| Myriam van Rooyen-Steenman      |    |    |    |    |    | X  |     |    |    | 5e OS 1974 4+                                   |
| Marleen van der Velden          |    |    | X  |    | X  |    |     |    | X  | 6e OS 1996 8+                                   |
| Liesbeth Vosmaer-de Bruin       | X  |    | X  |    |    | X  |     |    |    | 5e OS 1976 4+                                   |

Bekende Nederlanders
- Els Borst (politica)
- Saar Koningsberger (actrice en presentatrice)
- Pieter Lakeman (onderzoeker en adviseur)
- Ed van Thijn (politicus)
- Laura van 't Veer (biologe)

## Activiteiten
Nereus is organisator van een aantal grote internationale en nationale evenementen, te weten:
- Maart: Heineken Roeivierkamp;
- Mei: ThetisSprint;
- December: Nederlands / Europees Kampioenschap indoorroeien.